# سید سلمان
سیدسلمان،بخش مرکزی شهرستان اهواز در استان خوزستان ایران است. با روستاهای سیدیدیم و بامدژ همجوار است

## جمعیت
این روستا در دهستان الهایی قرار دارد و براساس سرشماری مرکز آمار ایران در سال ۱۳۹۵، جمعیت آن ۳۵۹ نفر (۵۶ خانوار) بوده‌است.